# Crocidura douceti
Crocidura douceti är en däggdjursart som beskrevs av Heim de Balsac 1958. Crocidura douceti ingår i släktet Crocidura och familjen näbbmöss. IUCN kategoriserar arten globalt som otillräckligt studerad. Inga underarter finns listade i Catalogue of Life.
Arten förekommer i västra Afrika i södra Guinea, Liberia och Elfenbenskusten. Crocidura douceti vistas i skogar och klättrar främst i träd och buskar.